# Tarrytown (New York)
Tarrytown è un villaggio degli Stati Uniti d'America, nella contea di Westchester, nello Stato di New York.

## Geografia fisica

### Territorio
Tarrytown è urbanisticamente contigua con Sleepy Hollow, situata immediatamente a nord, e sorge sulla riva orientale del fiume Hudson. Il ponte Tappan Zee Bridge, sostituto dell'omonimo, la collega con la sponda occidentale del fiume presso Nyack, nella Contea di Rockland. Essa è sita a 10 km a sud di Ossining (famosa per il carcere di Sing Sing), 12 ad ovest di White Plains (capoluogo di contea), 20 a nord di Yonkers e circa 40 a nord dal centro di New York.

### Clima
| Mese                | Mesi | Mesi | Mesi  | Mesi  | Mesi  | Mesi  | Mesi  | Mesi  | Mesi  | Mesi  | Mesi  | Mesi  | Stagioni | Stagioni | Stagioni | Stagioni | Anno    |
| Mese                | Gen  | Feb  | Mar   | Apr   | Mag   | Giu   | Lug   | Ago   | Set   | Ott   | Nov   | Dic   | Inv      | Pri      | Est      | Aut      | Anno    |
| ------------------- | ---- | ---- | ----- | ----- | ----- | ----- | ----- | ----- | ----- | ----- | ----- | ----- | -------- | -------- | -------- | -------- | ------- |
| T. max. media (°C)  | 3    | 6    | 11    | 17    | 22    | 27    | 29    | 28    | 24    | 18    | 12    | 6     | 5        | 16,7     | 28       | 18       | 16,9    |
| T. min. media (°C)  | −6   | −4   | −1    | 4     | 9     | 14    | 17    | 17    | 13    | 7     | 2     | −3    | −4,3     | 4        | 16       | 7,3      | 5,8     |
| Precipitazioni (mm) | 96,8 | 84,6 | 114,3 | 115,3 | 112,5 | 110,7 | 118,4 | 113,5 | 122,2 | 116,1 | 107,7 | 111,3 | 292,7    | 342,1    | 342,6    | 346,0    | 1 323,4 |

## Società

### Evoluzione demografica
Secondo il censimento del 2000 vi abitavano 11090 persone: il 77,44% della popolazione era bianca, il 7,04% afroamericana, lo 0,22% nativa americana, il 6,49% asiatica, il 5,34% di altre etnie e il 3,47% di due o più etnie.

## Cultura
Tarrytown è, unitamente con una vicina area collinare chiamata Sleepy Hollow (valle addormentata), il proscenio del racconto La leggenda di Sleepy Hollow, scritto nel 1820 da Washington Irving. Il villaggio di North Tarrytown, contiguo a Tarrytown, è stato ribattezzato Sleepy Hollow nel 1997, e nel suo territorio si trova anche il Cimitero di Sleepy Hollow.

## Infrastrutture e trasporti
La cittadina è servita da una stazione ferroviaria situata sulla Hudson Line, che serve anche l'attiguo centro Sleepy Hollow. Le arterie stradale maggiori sono la U.S. Route 9, che l'attraversa da nord a sud, e l'autostrada Interstate 87, che ivi conta il Tappan Zee Bridge sul fiume Hudson.